# Copa Libertadores 2010
De Copa Libertadores de América 2010 ("Bevrijders van Amerika beker") was de 51ste editie van de Copa Libertadores, een jaarlijks voetbaltoernooi voor clubs uit Latijns-Amerika, georganiseerd door CONMEBOL. Sinds 2008 is de officiële naam van het toernooi de Copa Santander Libertadores.
SC Internacional uit Brazilië won het toernooi door in de finale over twee wedstrijden Chivas Guadalajara uit Mexico met 2-1 en 3-2 te verslaan.

## Eerste ronde
In de eerste ronde speelden twaalf teams een thuis- en uitwedstrijd voor zes plaatsen in de tweede fase. De heenwedstrijden werde op 26, 27 en 28 januari gespeel, de terugwedstrijden op 2, 3, 4, 9 en 10 februari.
| Team 1                 | 1e  | 2e           | Team 2                    |
| ---------------------- | --- | ------------ | ------------------------- |
| Deportivo Táchira      | 1-0 | 1-3          | Libertad                  |
| Juan Aurich            | 2-0 | 2-1          | Tecos de Guadalajara      |
| Colón de Santa Fe      | 3-2 | 2-3 ns (3-5) | CD Universidad Católica   |
| Club Bamin Real Potosí | 1-1 | 0-7          | Cruzeiro Esporte Clube    |
| Newell's Old Boys      | 0-0 | 1-2          | Club Sport Emelec         |
| Atlético Junior        | 2-2 | 0-2          | Racing Club de Montevideo |

## Tweede ronde
In de tweede fase speelden de zes winnaars van de eerste ronde plus 26 direct geplaatste clubs in acht groepen van vier clubs een mini-competitie. De groepswinnaars en de zes beste nummers twee kwalificeerden zich voor de achtste finale. De wedstrijden werden tussen 9 februari en 22 april gespeeld.

### Groep 1
| Team                      | AW | W | G | V | Pnt | DV | DT | DS |
| ------------------------- | -- | - | - | - | --- | -- | -- | -- |
| SC Corinthians            | 6  | 5 | 1 | 0 | 16  | 9  | 3  | +6 |
| Racing Club de Montevideo | 6  | 2 | 2 | 2 | 8   | 4  | 5  | −1 |
| Independiente Medellín    | 6  | 1 | 3 | 2 | 6   | 3  | 4  | −1 |
| Cerro Porteño             | 6  | 0 | 2 | 4 | 2   | 3  | 7  | −4 |

|                           | CER | COR | IND | RAC |
| ------------------------- | --- | --- | --- | --- |
| Cerro Porteño             |     | 0-1 | 1-1 | 0-0 |
| SC Corinthians            | 2-1 |     | 2-1 | 2-1 |
| Independiente Medellín    | 1-0 | 1-1 |     | 0-0 |
| Racing Club de Montevideo | 2-1 | 0-2 | 1-0 |     |

### Groep 2
| Team          | AW | W | G | V | Pnt | DV | DT | DS |
| ------------- | -- | - | - | - | --- | -- | -- | -- |
| São Paulo FC  | 6  | 4 | 1 | 1 | 13  | 9  | 2  | +7 |
| Once Caldas   | 6  | 3 | 2 | 1 | 11  | 8  | 5  | +3 |
| CF Monterrey  | 6  | 1 | 3 | 2 | 6   | 5  | 8  | −3 |
| Club Nacional | 6  | 1 | 0 | 5 | 3   | 3  | 10 | −7 |

|               | MON | NAC | ONC | SAO |
| ------------- | --- | --- | --- | --- |
| CF Monterrey  |     | 2-1 | 2-2 | 0-0 |
| Club Nacional | 2-0 |     | 0-2 | 0-2 |
| Once Caldas   | 1-1 | 1-0 |     | 2-1 |
| São Paulo FC  | 2-0 | 3-0 | 1-0 |     |

### Groep 3
| Team                    | AW | W | G | V | Pnt | DV | DT | DS |
| ----------------------- | -- | - | - | - | --- | -- | -- | -- |
| Estudiantes de La Plata | 6  | 4 | 1 | 1 | 13  | 11 | 5  | +6 |
| Alianza Lima            | 6  | 4 | 0 | 2 | 12  | 12 | 7  | +5 |
| Juan Aurich             | 6  | 2 | 0 | 4 | 6   | 7  | 13 | −6 |
| Club Bolívar            | 6  | 1 | 1 | 4 | 4   | 3  | 8  | −5 |

|                         | ALI | BOL | EST | JAU |
| ----------------------- | --- | --- | --- | --- |
| Alianza Lima            |     | 1-0 | 4-1 | 2-0 |
| Club Bolívar            | 1-3 |     | 0-0 | 2-0 |
| Estudiantes de La Plata | 1-0 | 2-0 |     | 5-1 |
| Juan Aurich             | 4-2 | 2-0 | 0-2 |     |

### Groep 4
| Team                      | AW | W | G | V | Pnt | DV | DT | DS  |
| ------------------------- | -- | - | - | - | --- | -- | -- | --- |
| Club Libertad             | 6  | 3 | 3 | 0 | 12  | 10 | 3  | +7  |
| Universitario de Deportes | 6  | 2 | 4 | 0 | 10  | 5  | 2  | +3  |
| Club Atlético Lanús       | 6  | 2 | 2 | 2 | 8   | 6  | 6  | 0   |
| Club Blooming             | 6  | 0 | 1 | 5 | 1   | 3  | 13 | −10 |

|                           | BLO | LAN | LIB | UNI |
| ------------------------- | --- | --- | --- | --- |
| Club Blooming             |     | 1-4 | 1-2 | 1-2 |
| Club Atlético Lanús       | 1-1 |     | 0-2 | 0-0 |
| Club Libertad             | 4-0 | 1-1 |     | 1-1 |
| Universitario de Deportes | 0-0 | 2-0 | 0-0 |     |

### Groep 5
| Team                     | AW | W | G | V | Pnt | DV | DT | DS |
| ------------------------ | -- | - | - | - | --- | -- | -- | -- |
| Sport Club Internacional | 6  | 3 | 3 | 0 | 12  | 8  | 2  | +6 |
| Sociedad Deportivo Quito | 6  | 3 | 1 | 2 | 10  | 5  | 7  | −2 |
| CA Cerro                 | 6  | 2 | 2 | 2 | 8   | 5  | 5  | 0  |
| Club Sport Emelec        | 6  | 0 | 2 | 4 | 2   | 2  | 6  | −4 |

|                          | CER | QUI  | EME | INT |
| ------------------------ | --- | ---- | --- | --- |
| CA Cerro                 |     | 2-;0 | 0-0 | 0-0 |
| Sociedad Deportivo Quito | 2-1 |      | 1-0 | 1-1 |
| Club Sport Emelec        | 1-2 | 0-1  |     | 1-2 |
| Sport Club Internacional | 2-0 | 3-0  | 2-1 |     |

### Groep 6
| Team                      | AW | W | G | V | Pnt | DV | DT | DS |
| ------------------------- | -- | - | - | - | --- | -- | -- | -- |
| Club Nacional de Football | 6  | 3 | 3 | 0 | 12  | 9  | 4  | +5 |
| Club Atlético Banfield    | 6  | 3 | 2 | 1 | 11  | 13 | 8  | +5 |
| Monarcas Morelia          | 6  | 1 | 2 | 3 | 5   | 4  | 8  | −4 |
| Club Deportivo Cuenca     | 6  | 1 | 1 | 4 | 4   | 7  | 13 | −6 |

|                           | BAN | CUE | MON | NAC |
| ------------------------- | --- | --- | --- | --- |
| Club Atlético Banfield    |     | 4-1 | 2-1 | 0-2 |
| Club Deportivo Cuenca     | 1-4 |     | 2-0 | 0-0 |
| Monarcas Morelia          | 1-1 | 2-1 |     | 0-0 |
| Club Nacional de Football | 2-2 | 3-2 | 4-0 |     |

### Groep 7
| Team                   | AW | W | G | V | Pnt | DV | DT | DS |
| ---------------------- | -- | - | - | - | --- | -- | -- | -- |
| Vélez Sársfield        | 6  | 4 | 1 | 1 | 13  | 10 | 5  | +5 |
| Cruzeiro Esporte Clube | 6  | 3 | 2 | 1 | 11  | 12 | 6  | +6 |
| Colo-Colo              | 6  | 2 | 2 | 2 | 8   | 8  | 10 | −2 |
| Deportivo Italia       | 6  | 0 | 1 | 5 | 1   | 4  | 13 | −9 |

|                        | COL | CRU | ITA | VEL |
| ---------------------- | --- | --- | --- | --- |
| Colo-Colo              |     | 1-1 | 1-0 | 1-1 |
| Cruzeiro Esporte Clube | 4-1 |     | 2-0 | 3-0 |
| Deportivo Italia       | 2-3 | 2-2 |     | 0-1 |
| Vélez Sársfield        | 2-1 | 2-0 | 4-0 |     |

### Groep 8
| Team                 | AW | W | G | V | Pnt | DV | DT | DS |
| -------------------- | -- | - | - | - | --- | -- | -- | -- |
| Universidad de Chile | 6  | 3 | 3 | 0 | 12  | 10 | 6  | +4 |
| CR Flamengo          | 6  | 3 | 1 | 2 | 10  | 11 | 9  | +2 |
| Universidad Católica | 6  | 1 | 4 | 1 | 7   | 5  | 5  | 0  |
| Caracas              | 6  | 0 | 2 | 4 | 2   | 5  | 11 | −6 |

|                         | CAR | FLA | CAT | CHI |
| ----------------------- | --- | --- | --- | --- |
| Caracas Fútbol Club     |     | 1-3 | 0-0 | 1-3 |
| CR Flamengo             | 3-2 |     | 2-0 | 2-2 |
| CD Universidad Católica | 1-1 | 2-0 |     | 2-2 |
| Universidad de Chile    | 1-0 | 2-1 | 0-0 |     |

### Klassement nummers 2
| Grp | Team                      | AW | W | G | V | Pnt | DV | DT | DS |
| --- | ------------------------- | -- | - | - | - | --- | -- | -- | -- |
| 3   | Alianza Lima              | 6  | 4 | 0 | 2 | 12  | 12 | 7  | +5 |
| 7   | Cruzeiro Esporte Clube    | 6  | 3 | 2 | 1 | 11  | 12 | 6  | +6 |
| 6   | Club Atlético Banfield    | 6  | 3 | 2 | 1 | 11  | 13 | 8  | +5 |
| 2   | Once Caldas               | 6  | 3 | 2 | 1 | 11  | 8  | 5  | +3 |
| 4   | Universitario de Deportes | 6  | 2 | 4 | 0 | 10  | 5  | 2  | +3 |
| 8   | CR Flamengo               | 6  | 3 | 1 | 2 | 10  | 11 | 9  | +2 |
| 5   | Deportivo Quito           | 6  | 3 | 1 | 2 | 10  | 5  | 7  | −2 |
| 1   | Racing Club de Montevideo | 6  | 2 | 2 | 2 | 8   | 4  | 5  | −1 |

## Knock-outfase
De knock-outfase werd gespeeld tussen de veertien teams van de groepsfase plus de Mexicaanse clubs Chivas Guadalajara en Club San Luis.

### Achtste finale
De heenwedstrijden werden op 27, 28 en 29 april gespeeld, de terugwedstrijden op 4, 5 en 6 mei.
| Team 1                    | 1e  | 2e           | Team                          |
| ------------------------- | --- | ------------ | ----------------------------- |
| Club Atlético Banfield    | 3-1 | 3-0          | Sport Club Internacional      |
| Chivas Guadalajara        | 3-0 | 2-0          | Club Atlético Vélez Sársfield |
| Cruzeiro Esporte Clube    | 3-1 | 3-0          | Club Nacional de Football     |
| Alianza Lima              | 0-1 | 2-2          | Universidad de Chile          |
| Club San Luis             | 0-1 | 1-3          | Estudiantes de La Plata       |
| Once Caldas               | 0-0 | 1-2          | Club Libertad                 |
| Universitario de Deportes | 0-0 | 0-0 ns (1-3) | São Paulo FC                  |
| CR Flamengo               | 1-0 | 1-2          | SC Corinthians                |

### Kwartfinale
De heenwedstrijden werden op 11, 12 en 13 mei gespeeld, de terugwedstrijden op 18, 19 en 20 mei.
| Team 1                   | 1e  | 2e  | Team                    |
| ------------------------ | --- | --- | ----------------------- |
| Sport Club Internacional | 1-0 | 1-2 | Estudiantes de La Plata |
| Chivas Guadalajara       | 3-0 | 0-2 | Club Libertad           |
| Cruzeiro Esporte Clube   | 0-2 | 0-2 | São Paulo FC            |
| CR Flamengo              | 2-3 | 2-1 | Universidad de Chile    |

### Halve finale
De beide clubs uit Brazilië werden reglementair aan elkaar gekoppeld. De heenwedstrijden werden op 27 en 28 juli gespeeld, de terugwedstrijden op 3 en 5 augustus.
| Team 1                   | 1e  | 2e  | Team                 |
| ------------------------ | --- | --- | -------------------- |
| Sport Club Internacional | 1-0 | 1-2 | São Paulo FC         |
| Chivas Guadalajara       | 1-1 | 2-0 | Universidad de Chile |

### Finale
|                        |                       |       |                                                |                                                                                    |
| 11 augustus 2010 19:50 | Chivas Guadalajara    | 1 – 2 | Sport Club Internacional                       | Estadio Omnilife, Guadalajara Toeschouwers: 30.870 Scheidsrechter: Héctor Baldassi |
| 11 augustus 2010 19:50 | Adolfo Bautista 45+2' |       | 72' Giuliano Victor de Paula 76' Fabian Guedes | Estadio Omnilife, Guadalajara Toeschouwers: 30.870 Scheidsrechter: Héctor Baldassi |

|                  |                                                  |       |                                   |                                                                                 |
| 18 augustus 2010 | Sport Club Internacional                         | 3 – 2 | Chivas Guadalajara                | Estádio Beira-Rio, Porto Alegre Toeschouwers: 56.000 Scheidsrechter: Óscar Ruiz |
| 18 augustus 2010 | Rafael Sóbis 61' Leandro Damião 76' Giuliano 89' |       | 43' Marco Fabián 90+2' Omar Bravo | Estádio Beira-Rio, Porto Alegre Toeschouwers: 56.000 Scheidsrechter: Óscar Ruiz |

## Kampioen
| Copa Libertadores 2010             |
| ---------------------------------- |
| Sport Club Internacional 2de titel |

## Statistieken

### Scheidsrechters
| Naam              | Geboren    | Land   | Duels | Kreeg geel | Kreeg voor de tweede keer geel en dus rood | Weggestuurd |
| ----------------- | ---------- | ------ | ----- | ---------- | ------------------------------------------ | ----------- |
| Óscar Ruiz        | 01.11.1969 | COL    | 8     | 39         | 3                                          | 4           |
| Roberto Silvera   | 30.01.1971 | URU    | 8     | 49         | 5                                          | 1           |
| Carlos Amarilla   | 26.10.1970 | PAR    | 7     | 29         | 4                                          | 5           |
| Héctor Baldassi   | 05.01.1966 | ARG    | 6     | 26         | 0                                          | 0           |
| Jorge Larrionda   | 09.03.1968 | URU    | 6     | 25         | 1                                          | 3           |
| Pablo Pozo        | 27.03.1973 | CHI    | 6     | 35         | 0                                          | 3           |
| Juan Soto         | 14.10.1977 | VEN    | 6     | 29         | 5                                          | 0           |
| Sergio Pezzotta   | 28.11.1967 | ARG    | 5     | 16         | 0                                          | 0           |
| Diego Abal        | 28.12.1971 | ARG    | 4     | 16         | 1                                          | 2           |
| Federico Beligoy  | 13.10.1969 | ARG    | 4     | 16         | 1                                          | 3           |
| Víctor Carrillo   | 30.10.1975 | PER    | 4     | 20         | 0                                          | 0           |
| Saul Laverni      | 21.01.1970 | ARG    | 4     | 20         | 1                                          | 0           |
| Víctor Rivera     | 11.01.1967 | PER    | 4     | 27         | 0                                          | 1           |
| Wilmar Roldán     | 24.01.1980 | COL    | 4     | 21         | 4                                          | 0           |
| Carlos Torres     | 27.04.1970 | PAR    | 4     | 25         | 0                                          | 1           |
| Georges Buckley   | 23.04.1974 | PER    | 3     | 10         | 0                                          | 1           |
| Paulo de Oliveira | 16.12.1973 | BRA    | 3     | 16         | 1                                          | 1           |
| Sálvio Fagundes   | 14.09.1968 | BRA    | 3     | 11         | 0                                          | 1           |
| Samuel Haro       | 26.10.1978 | ECU    | 3     | 14         | 1                                          | 0           |
| Wilson Seneme     | 28.09.1970 | BRA    | 3     | 17         | 0                                          | 0           |
| Carlos Simon      | 03.09.1965 | BRA    | 3     | 10         | 0                                          | 0           |
| Carlos Vera       | 25.06.1976 | ECU    | 3     | 20         | 1                                          | 3           |
| Joaquín Antequera | 20.09.1973 | BOL    | 2     | 14         | 1                                          | 2           |
| Antonio Arias     | 07.09.1972 | PAR    | 2     | 9          | 0                                          | 1           |
| José Buitrago     | 05.11.1970 | COL    | 2     | 15         | 0                                          | 1           |
| Marlon Escalante  | 19.02.1974 | VEN    | 2     | 5          | 0                                          | 1           |
| Carlos Galeano    | 30.06.1972 | PAR    | 2     | 8          | 0                                          | 0           |
| Heber Lopes       | 13.07.1972 | BRA    | 2     | 12         | 0                                          | 0           |
| Raúl Orosco       | 25.03.1979 | BOL    | 2     | 10         | 1                                          | 0           |
| Jorge Osorio      | 26.06.1977 | CHI    | 2     | 10         | 0                                          | 0           |
| Enrique Osses     | 26.05.1974 | CHI    | 2     | 8          | 0                                          | 0           |
| Patricio Polic    | 00.00.1972 | CHI    | 2     | 6          | 1                                          | 0           |
| Darío Ubriaco     | 08.02.1972 | URU    | 2     | 5          | 0                                          | 0           |
| Marcelo de Lima   | 26.08.1971 | BRA    | 1     | 5          | 0                                          | 0           |
| José Espinel      | 29.02.1976 | ECU    | 1     | 4          | 0                                          | 0           |
| Iván Gamboa       | 16.07.1965 | BOL    | 1     | 9          | 1                                          | 1           |
| Mayker Gómez      | 16.09.1971 | VEN    | 1     | 4          | 0                                          | 0           |
| Mauricio Morales  | 27.09.1967 | MEX    | 1     | 2          | 0                                          | 0           |
| Luis Penuela      | 21.06.1970 | COL    | 1     | 6          | 0                                          | 1           |
| Giovanni Perluzzo | 03.05.1976 | VEN    | 1     | 3          | 0                                          | 2           |
| Néstor Pitana     | 17.06.1975 | ARG    | 1     | 6          | 0                                          | 0           |
| Omar Ponce        | 25.01.1977 | ECU    | 1     | 5          | 0                                          | 0           |
| Claudio Puga      | 08.06.1971 | CHI    | 1     | 7          | 0                                          | 0           |
| Julio Quintana    | 00.00.1978 | PAR    | 1     | 7          | 0                                          | 0           |
| Marco Rodríguez   | 10.11.1973 | MEX    | 1     | 4          | 0                                          | 0           |
| Percy Rojas       | 20.07.1976 | PER    | 1     | 7          | 0                                          | 0           |
| Evandro Roman     | 03.03.1973 | BRA    | 1     | 3          | 0                                          | 0           |
| Martín Vázquez    | 14.01.1969 | URU    | 1     | 8          | 1                                          | 1           |
| Totaal            | Totaal     | Totaal | 138   | 673        | 33                                         | 39          |

1948 · 1960 · 1961 · 1962 · 1963 · 1964 · 1965 · 1966 · 1967 · 1968 · 1969 · 1970 · 1971 · 1972 · 1973 · 1974 · 1975 · 1976 · 1977 · 1978 · 1979 · 1980 · 1981 · 1982 · 1983 · 1984 · 1985 · 1986 · 1987 · 1988 · 1989 · 1990 · 1991 · 1992 · 1993 · 1994 · 1995 · 1996 · 1997 · 1998 · 1999 · 2000 · 2001 · 2002 · 2003 · 2004 · 2005 · 2006 · 2007 · 2008 · 2009 · 2010 · 2011 · 2012 · 2013 · 2014 · 2015 · 2016 · 2017 · 2018 · 2019 · 2020 · 2021 · 2022 · 2023